# Vlag van Son en Breugel

Vlag van de gemeente Son en Breugel

De vlag van Son en Breugel is op 31 maart 1977 vastgesteld als de gemeentelijke vlag van de Noord-Brabantse gemeente Son en Breugel . De beschrijving van de vlag luidt als volgt:
Geel met twee blauwe ruiten naast elkaar, de randen van de vlag elkaar rakend, met op de eerste ruit een stralende gele zon, waarvan de stralen de randen van de ruit bijna raken en waarvan de doorsnede van de bol 2/7 van de hoogte van de vlag bedraagt.
De twee-eenheid van de dorpen in de gemeente wordt in de vlag gesymboliseerd door de beide ruiten, terwijl de hoofdplaats Son is verbeeld door de stralende zon. De vlag werd ontworpen door de heraldicus Frans van Ettro te Eindhoven. De kleuren van de vlag en de zon zijn afgeleid van het gemeentewapen van Son en Breugel.

## Verwante afbeelding

Wapen van Son en Breugel

Alphen-Chaam · Altena · Asten · Baarle-Nassau · Bergeijk · Bergen op Zoom · Bernheze · Best · Bladel · Boekel · Boxtel · Breda · Cranendonck · Deurne · Dongen · Drimmelen · Eersel · Eindhoven · Etten-Leur · Geertruidenberg · Geldrop-Mierlo · Gemert-Bakel · Gilze en Rijen · Goirle · Halderberge · Heeze-Leende · Helmond · 's-Hertogenbosch · Heusden · Hilvarenbeek · Laarbeek · Land van Cuijk · Loon op Zand · Maashorst · Meierijstad · Moerdijk · Nuenen, Gerwen en Nederwetten · Oirschot · Oisterwijk · Oosterhout · Oss · Reusel-De Mierden · Roosendaal · Rucphen · Sint-Michielsgestel · Someren · Son en Breugel · Steenbergen · Tilburg · Valkenswaard · Veldhoven · Vught · Waalre · Waalwijk · Woensdrecht · Zundert